# Дансранбилэгийн Догсом
Дансранбилэгийн Догсом (1884 — 1941) — монгольский политический деятель, в 1936—1939 Председатель Президиума Государственного Малого хурала Монгольской народной республики.

## Биография
Родился в сомоне Баян-Ово Хэнтэйского аймака.
Был служащим Министерства финансов и членом нижней палаты монгольского хурала богдо-ханской Монголии. В период китайской оккупации Урги был одним из руководителей антикитайского кружка «Восточное хурэ», на базе которого после объединения с другим кружком создана Монгольская народная партия. Входил в состав делегации монгольских революционеров, отправившейся в августе 1920 в Советскую Россию.
22 марта 1936 избран Председателем Президиума Малого Государственного Хурала Монголии, а также назначен Председателем СНК Монголии.
7 марта 1939 снят с поста Председателя СНК. 9 июля 1939 отправлен в отставку с поста Председателя Президиума Малого Государственного Хурала. После этого пост главы государства остался вакантным до 1940 года.
9 июля 1939 арестован. 7 июля 1941 года приговорен Военной Коллегией Верховного Суда по обвинению в участии в контрреволюционной организации к расстрелу.
27 июля 1941 года он был расстрелян на полигоне «Коммунарка» под Москвой. 15 декабря 1956 реабилитирован.